# Павлово (Кудеверська волость)
Павлово (рос. Павлово) — село у Бєжаницькому районі Псковської області Російської Федерації. Входить до складу сільського поселення Бєжаницьке.

## Географія
Село розташоване на Бєжаницькій височині, на південному березі Кудеверського озера, на південному заході Бєжаницького району, за 1 км на схід від волосного центру села Кудевер, та за 46 км на північний захід від райцентру Бєжаниці.

## Клімат
Клімат села помірно-континентальний, з м'якою зимою та теплим літом. Опадів більше випадає влітку і на початку осені.

## Історія
Село з 2010 року входило до складу сільського поселення Кудєвєрська волость, від 30 березня 2015 року в складі сільського поселення Бєжаницьке.

## Населення
Станом на 2010 рік чисельність населення села — 18 осіб.
| 2000 | 2010 |
| ▬ 26 | ▼ 18 |